# Bahnhof Iserlohn Ost
Iserlohn Ost ist der Name eines ehemaligen, am 15. Juni 1885 eröffneten Bahnhofs an der auf diesem Abschnitt stillgelegten Bahnstrecke Letmathe–Fröndenberg. Der Personenverkehr wurde hier am 28. Mai 1989 eingestellt. Richtung Menden wurde die Strecke gleichzeitig auch stillgelegt, Richtung Iserlohn erst im Mai 1995.
Bis 1989 fuhren in der Regel stündlich Nahverkehrszüge der damaligen Deutschen Bundesbahn westlich zum Bahnhof Iserlohn (dort Anschluss an die Ardey-Bahn) und teilweise weiter bis Letmathe (dort Anschluss an die Ruhr-Sieg-Strecke). Es verkehrten in östlicher Richtung stündlich Nahverkehrszüge über den Haltepunkt Iserlohn-Buchenwäldchen und weiter über Hemer, Menden und Fröndenberg nach Unna.
Der Iserlohner Ostbahnhof hatte ein Empfangsgebäude mit Schalterhalle und besaß eine eigene Güterabfertigung. Bis 1959 verfügte der Bahnhof Iserlohn Ost über eine ÖPNV-Verknüpfung mit der örtlichen Straßenbahn der Iserlohner Kreisbahn AG.
Der Bahnhof befand sich an der Friedrichstraße im Osten der Iserlohner Innenstadt in unmittelbarer Nähe zum Kreishaus des ehemaligen Kreises Iserlohn, in dem heute die Zentrale der Kreispolizeibehörde für den Märkischen Kreis untergebracht ist. Das Bahnhofsgebäude, die Güterabfertigungshalle, das Bahnwärterhäuschen und die Bahnsteiganlagen wurden im Mai 2007 abgerissen.
Zwischenzeitlich diente das Gebäude als Asylbewerberheim.
2009 wurde mit dem Bau eines Discountmarktes und eines Tierbedarfsladens begonnen. Die Fertigstellung und Eröffnung beider Läden war 2010. Im gleichen Jahr begann die Stadt Iserlohn, in deren Eigentum sich das Grundstück des ehemaligen Ostbahnhofs befindet, mit dem Bau eines Feuerwehrhauses für die Löschgruppe Stadtmitte der Feuerwehr Iserlohn. Die Fertigstellung war im April 2011. Die Löschgruppe Stadtmitte ist seit Mai 2011 dort untergebracht.

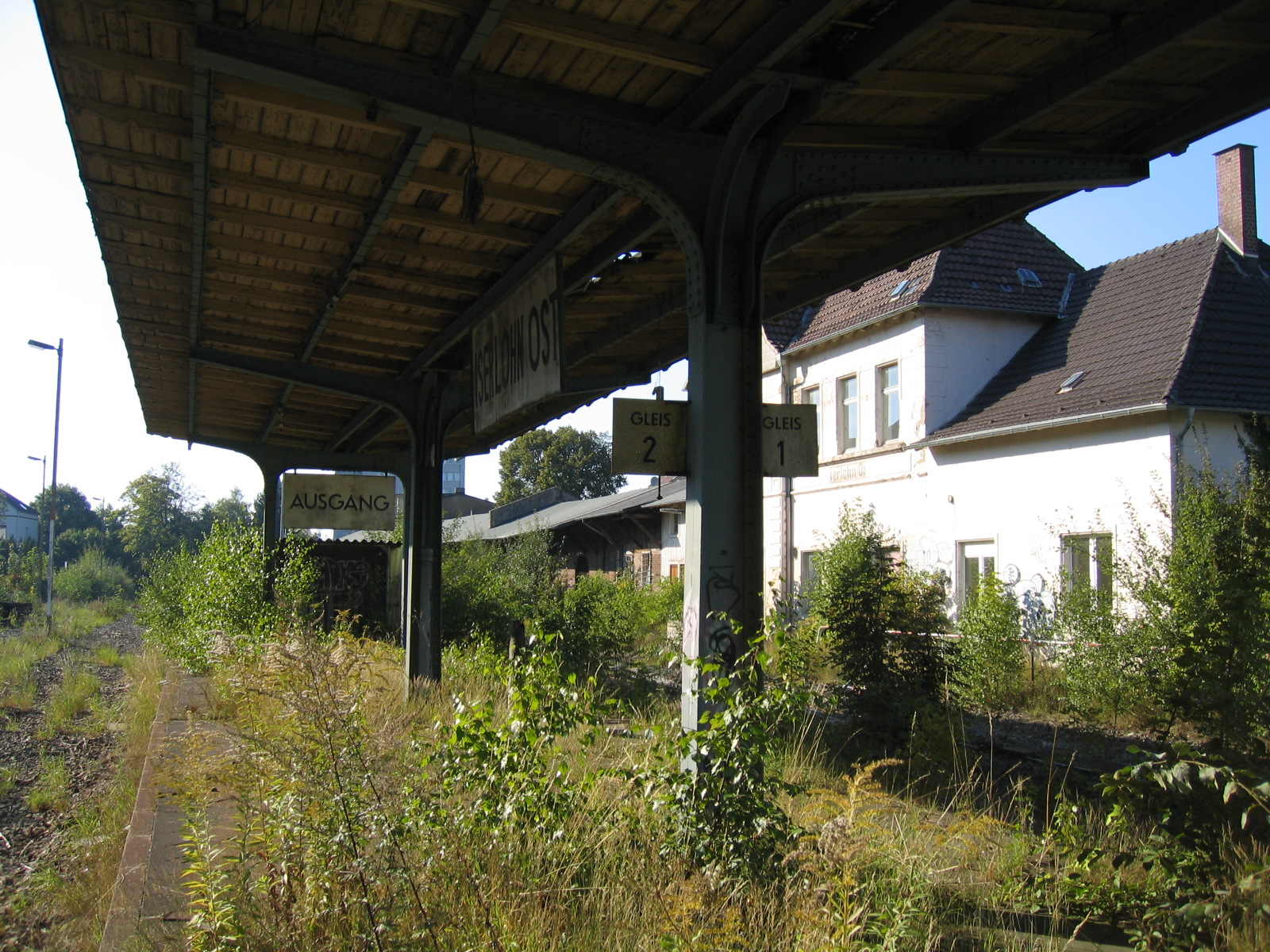
Bahnsteige (bis 2007), Blick in Richtung des westlich gelegenen Bahnhofs Iserlohn (Zentrum)
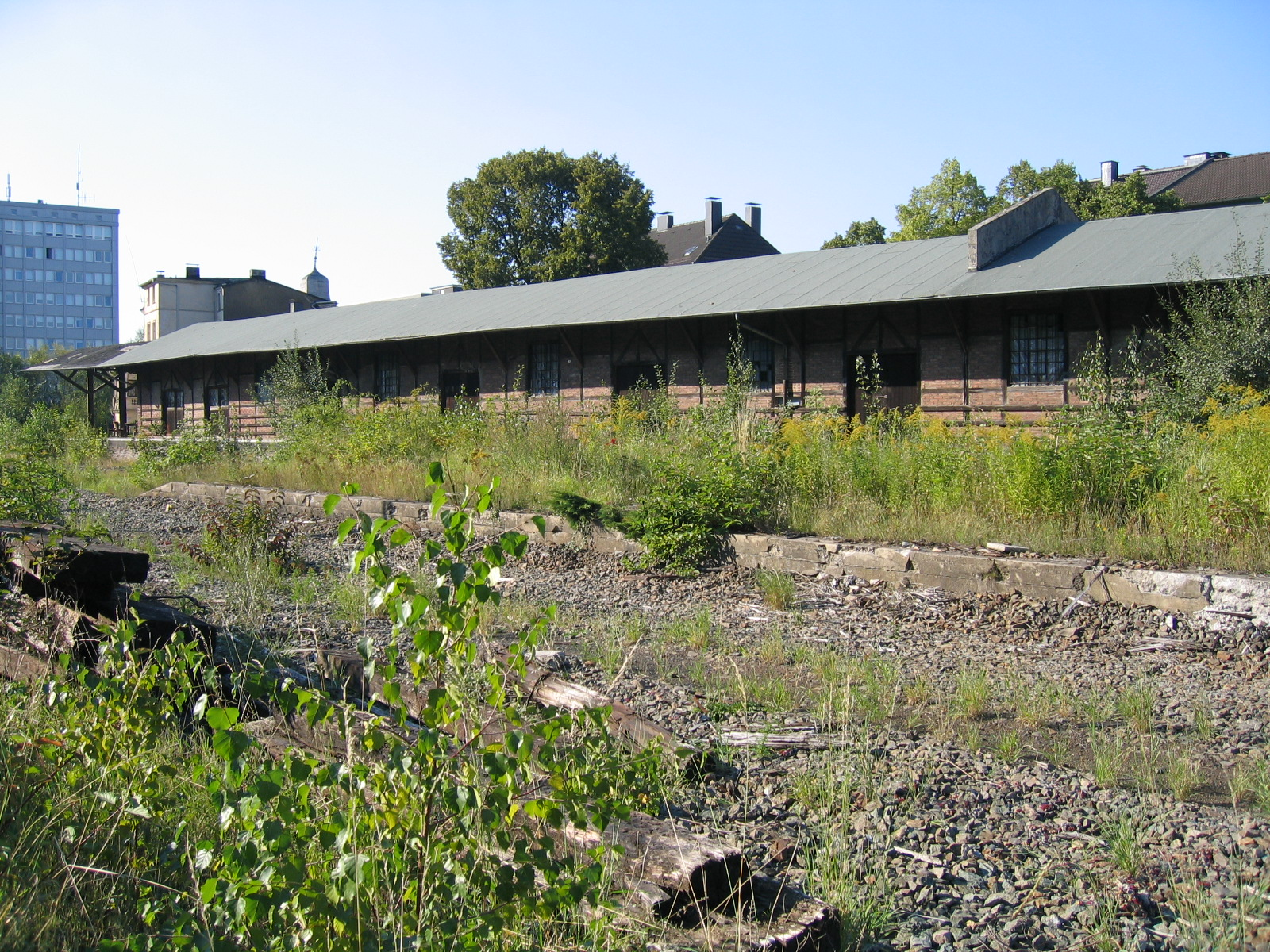
Güterabfertigung (bis 2007)